# Hymenophyllum firmum
Hymenophyllum firmum är en hinnbräkenväxtart som beskrevs av Cornelis Rugier Willem Karel van Alderwerelt van Rosenburgh. Hymenophyllum firmum ingår i släktet Hymenophyllum och familjen Hymenophyllaceae. Inga underarter finns listade.